# Karius och Baktus (film)
Karius och Baktus (norska: Karius og Baktus) är en norsk kortfilm från 1955 i regi av Ivo Caprino. Den handlar om två tandtroll som bor i munnen på en pojke som aldrig borstar tänderna. Filmen är gjord med animerade dockor och bygger på barnboken Karius och Baktus av Thorbjørn Egner.
Filmen tävlade vid Filmfestivalen i Cannes 1956. Den har ofta visats i såväl norska som svenska skolor för att förmå barn att borsta tänderna ordentligt.
Filmen blev tillgänglig på VHS (i Norge) först 1995, då i sitt ursprungliga produktionsformat. 2005 presenterades en restaurerad DVD-version, nu omgjord för bredbildsformatet; i omgörningen var originalbilden antingen trimmad i höjdled eller utökad i sidled – eller både och.

## Medverkande
- Thorbjørn Egner som teaterdirektör
- Turid Haaland som Karius
- Kari Diesen som Baktus
- Remo Caprino som Jens